# Rifugio Sogno di Berdzé al Péradzà
Il rifugio Sogno di Berdzé al Péradzà è un rifugio situato nel comune di Cogne (AO), in valle di Cogne, nelle Alpi Graie, a 2.526 m s.l.m.

## Storia
Il rifugio è stato voluto dalla famiglia Sogno di Cogne la quale possedeva già un alpeggio in località Péradzà. È stato poi realizzato dal signor Berger (Berdzé nel patois cognein). Di qui il nome completo Rifugio Sogno di Berdzé al Péradzà. L'inaugurazione del rifugio è avvenuta nel 2003.

## Caratteristiche e informazioni
Il rifugio si trova nell'alto vallone dell'Urtier, valle laterale della val di Cogne.
Si trova lungo il percorso dell'Alta via della Valle d'Aosta n. 2.

## Accessi
Il rifugio è raggiungibile da Lillaz frazione di Cogne in circa 3 ore per facile sentiero.
Può essere raggiunto anche in un'ora e mezza circa dal rifugio Misérin (vicino al lago omonimo) tramite la fenêtre de Champorcher (2828 m). Il rifugio Sogno di Berdzé diventa quindi un punto per risalire al col Fénis, e raggiungere la val Clavalité.
Una terza via passa sotto la Tour Ponton per arrivare all'alpe e al lago omonimi, dove termina la carrozzabile che parte dall'Alpe Pianas.
Tutti i percorsi sono adatti alla mountain bike.

## Ascensioni
- Punta Tersiva - 3.513 m
- Punta Garin - 3.448 m
- Bec Costazza - 3.092 m

## Traversate
- Rifugio Dondena - 2.192 m